# Fußball-Club Energie Cottbus 2015-2016
Questa voce raccoglie le informazioni riguardanti il Fußball-Club Energie Cottbus nelle competizioni ufficiali della stagione 2015-2016.

## Stagione
Nella stagione 2015-2016 l'Energie Cottbus, allenato da Stefan Krämer, René Rydlewicz, Vasile Miriuță e Claus-Dieter Wollitz, concluse il campionato di 3. Liga al 19º posto e fu retrocesso in Regionalliga. In Coppa di Germania l'Energie Cottbus fu eliminato al primo turno dal Magonza.

## Rosa
| N. |                      | Ruolo | Calciatore          |
| -- | -------------------- | ----- | ------------------- |
| 1  | Germania (bandiera)  | P     | Rene Renno          |
| 3  | Germania (bandiera)  | D     | Christopher Schorch |
| 5  | Germania (bandiera)  | D     | Uwe Möhrle          |
| 6  | Finlandia (bandiera) | C     | Joni Kauko          |
| 8  | Germania (bandiera)  | C     | Patrick Breitkreuz  |
| 9  | Spagna (bandiera)    | A     | Sergi Arimany       |
| 10 | Francia (bandiera)   | A     | Mounir Bouziane     |
| 11 | Germania (bandiera)  | A     | Sven Michel         |
| 14 | Germania (bandiera)  | A     | Frederick Kyereh    |
| 16 | Germania (bandiera)  | C     | Lukas Bache         |
| 17 | Germania (bandiera)  | C     | Fabio Kaufmann      |
| 19 | Germania (bandiera)  | A     | Richard Sukuta-Pasu |
| 20 | Germania (bandiera)  | C     | Manuel Zeitz        |
| 22 | Germania (bandiera)  | C     | Marco Holz          |
| 23 | Germania (bandiera)  | D     | Robin Szarka        |

| N. |                     | Ruolo | Calciatore              |
| -- | ------------------- | ----- | ----------------------- |
| 24 | Romania (bandiera)  | D     | Valentin Crețu          |
| 25 | Germania (bandiera) | D     | Thomas Hübener          |
| 26 | Germania (bandiera) | D     | Philipp Knechtel        |
| 27 | Turchia (bandiera)  | C     | Alihan Ayvaz            |
| 28 | Germania (bandiera) | C     | Jonas Zickert           |
| 29 | Germania (bandiera) | D     | Malte Karbstein         |
| 30 | Romania (bandiera)  | C     | Andrei Lungu            |
| 31 | Polonia (bandiera)  | P     | Mateusz Trochanowski    |
| 32 | Germania (bandiera) | D     | Michael-Junior Czyborra |
| 33 | Germania (bandiera) | P     | Daniel Lück             |
| 34 | Germania (bandiera) | C     | Torsten Mattuschka      |
| 35 | Germania (bandiera) | C     | Felix Geisler           |
| 38 | Germania (bandiera) | C     | Paul Maurer             |
| 40 | Germania (bandiera) | D     | Tim Häußler             |
| 43 | Germania (bandiera) | P     | Avdo Spahic             |

## Organigramma societario
Area tecnica
- Allenatore: Claus-Dieter Wollitz
- Allenatore in seconda: Sebastian Abt, Frank Eulberg
- Preparatore dei portieri: Heiko Kretschmar
- Preparatori atletici: Oliver Krautz

## Calciomercato

### Sessione estiva
| Acquisti | Acquisti            | Acquisti            | Acquisti |
| R.       | Nome                | da                  | Modalità |
| -------- | ------------------- | ------------------- | -------- |
| A        | Richard Sukuta-Pasu | Cercle Bruges       |          |
| C        | Alihan Ayvaz        | Energie Cottbus U19 |          |
| A        | Mounir Bouziane     | Magonza II          |          |
| C        | Patrick Breitkreuz  | Holstein Kiel       |          |
| C        | Fabio Kaufmann      | Aalen               |          |
| C        | Joni Kauko          | FSV Francoforte     |          |
| P        | Daniel Lück         | Paderborn           |          |

| Cessioni | Cessioni          | Cessioni           | Cessioni |
| R.       | Nome              | a                  | Modalità |
| -------- | ----------------- | ------------------ | -------- |
| D        | Paterson Chato    | Wiedenbrück        |          |
| C        | Tobias Gerstmann  | Uerdingen 05       |          |
| C        | Nils Gottschick   | Berliner AK 07     |          |
| C        | Leonhard Kaufmann | Austria Salisburgo |          |
| A        | Tim Kleindienst   | Friburgo           |          |
| C        | Christopher Lemke | Union Fürstenwalde |          |
| C        | Anton Makarenko   | Bayreuth           |          |
| P        | Kevin Müller      | Heidenheim         |          |
| A        | Fabian Pawela     | Olimpia Grudziądz  |          |
| C        | Fanol Përdedaj    | FSV Francoforte    |          |
| P        | Fritz Pflug       | RB Lipsia II       |          |
| D        | Patrick Wolf      | Zwickau            |          |
| C        | Jonas Zickert     | Energie Cottbus II |          |

### Sessione invernale
| Acquisti | Acquisti       | Acquisti           | Acquisti |
| R.       | Nome           | da                 | Modalità |
| -------- | -------------- | ------------------ | -------- |
| A        | Sergi Arimany  | Kapfenberger       |          |
| C        | Andrei Lungu   | Hapoel Petah Tiqwa |          |
| D        | Valentin Crețu | Gaz Metan Mediaș   |          |

| Cessioni | Cessioni            | Cessioni           | Cessioni |
| R.       | Nome                | a                  | Modalità |
| -------- | ------------------- | ------------------ | -------- |
| C        | Erik Zerna          | FSV 63 Luckenwalde |          |
| D        | Cédric Mimbala      | Fortuna Colonia    |          |
| C        | Ronny Garbuschewski | Hansa Rostock      |          |
| D        | Robert Berger       | Zwickau            |          |
| C        | Nestor Djengoue     | BFC Dynamo         |          |
| C        | Nikolas Ledgerwood  | FC Edmonton        |          |
| A        | Andy Hebler         | VfB 1921 Krieschow |          |

## Risultati

### 3. Liga

#### Girone di andata
| Arbitro: | Osmers |

|                           |           |  |
| Breitkreuz 37’ Michel 89’ | Marcatori |  |

| Arbitro: | Börner |

|  |           |                                         |
|  | Marcatori | 15’ Breitkreuz 51’ (rig.) Garbuschewski |

| Arbitro: | Brand |

|  |           |          |
|  | Marcatori | 76’ Fink |

| Arbitro: | Reichel |

|                                   |           |  |
| Biada 11’ Hörnig 77’ Andersen 86’ | Marcatori |  |

| Arbitro: | Rohde |

|                |           |                          |
| Breitkreuz 32’ | Marcatori | 72’ Hohnstedt 90’ Savran |

| Stoccarda 29 agosto 2015, ore 14:00 CEST 6ª giornata | Kickers Stoccarda | 0 – 0 referto | Energie Cottbus | Gazi-Stadion auf der Waldau (3 840 spett.)\| Arbitro: \| Sather \| |
| Arbitro:                                             | Sather            |               |                 |                                                                    |

| Arbitro: | Gerach |

|  |           |                                            |
|  | Marcatori | 7’ Klauß 29’ Ojala 45’ Neumann 56’ Wegkamp |

| Arbitro: | Schröder |

|               |           |                 |
| Benyamina 65’ | Marcatori | 33’ Sukuta-Pasu |

| Arbitro: | Badstübner |

|           |           |  |
| Adler 32’ | Marcatori |  |

| Arbitro: | Kempkes |

|           |           |                          |
| Kauko 50’ | Marcatori | 16’ Lewerenz 54’ Schmidt |

| Arbitro: | Meyer |

|                      |           |                                |
| Beck 55’, 90’ (rig.) | Marcatori | 59’ Sukuta-Pasu 66’ Mattuschka |

| Arbitro: | Börner |

|                        |           |               |
| Kauko 54’ Bouziane 90’ | Marcatori | 5’, 16’ Oehrl |

| Arbitro: | Zwayer |

|  |           |          |
|  | Marcatori | 53’ Holz |

| Cottbus 24 ottobre 2015, ore 14:00 CEST 14ª giornata | Energie Cottbus | 0 – 0 referto | Preußen Münster | Stadion der Freundschaft (6 407 spett.)\| Arbitro: \| Kampka \| |
| Arbitro:                                             | Kampka          |               |                 |                                                                 |

| Arbitro: | Schütz |

|           |           |                 |
| Breier 6’ | Marcatori | 17’ Sukuta-Pasu |

| Arbitro: | Bokop |

|                           |           |                                 |
| Möhrle 34’ Breitkreuz 38’ | Marcatori | 76’ Wanitzek 90’ (rig.) Tashchy |

| Arbitro: | Reichel |

|                     |           |                     |
| Weil 48’ Jabiri 68’ | Marcatori | 18’, 63’ Breitkreuz |

| Arbitro: | Schriever |

|                            |           |          |
| Schorch 17’ Breitkreuz 63’ | Marcatori | 84’ Menz |

| Arbitro: | Jöllenbeck |

|  |           |             |
|  | Marcatori | 7’ Kaufmann |

#### Girone di ritorno
| Arbitro: | Fritz |

|             |           |                 |
| Bertram 27’ | Marcatori | 56’ Sukuta-Pasu |

| Arbitro: | Kornblum |

|           |           |                  |
| Kauko 27’ | Marcatori | 30’ Papunashvili |

| Arbitro: | Osmers |

|                                      |           |  |
| Fink 26’ Frahn 54’, 86’ Baumgart 61’ | Marcatori |  |

| Cottbus 31 gennaio 2016, ore 14:00 CET 23ª giornata | Energie Cottbus | 0 – 0 referto | Fortuna Colonia | Stadion der Freundschaft (12 665 spett.)\| Arbitro: \| Kempter \| |
| Arbitro:                                            | Kempter         |               |                 |                                                                   |

| Osnabrück 5 febbraio 2016, ore 19:00 CET 24ª giornata | Osnabrück | 0 – 0 referto | Energie Cottbus | Osnatel Arena (9 756 spett.)\| Arbitro: \| Siewer \| |
| Arbitro:                                              | Siewer    |               |                 |                                                      |

| Arbitro: | Huber |

|                 |           |                                 |
| Sukuta-Pasu 34’ | Marcatori | 37’ (rig.) Baumgärtel 58’ Stein |

| Arbitro: | Waschitzki-Günther |

|                                     |           |  |
| Neumann 54’ Wegkamp 65’ Drexler 85’ | Marcatori |  |

| Arbitro: | Badstübner |

|  |           |            |
|  | Marcatori | 7’ Andrist |

| Cottbus 2 marzo 2016, ore 18:30 CET 28ª giornata | Energie Cottbus | 0 – 0 referto | Erzgebirge Aue | Stadion der Freundschaft (6 047 spett.)\| Arbitro: \| Bläser \| |
| Arbitro:                                         | Bläser          |               |                |                                                                 |

| Arbitro: | Börner |

|             |           |                                    |
| Schwenk 88’ | Marcatori | 21’ Sukuta-Pasu 29’ (rig.) Schorch |

| Arbitro: | Schmidt |

|                     |           |  |
| Michel 8’ Kauko 45’ | Marcatori |  |

| Wiesbaden 19 marzo 2016, ore 14:00 CET 31ª giornata | Wehen Wiesbaden | 0 – 0 referto | Energie Cottbus | BRITA-Arena (2 198 spett.)\| Arbitro: \| Hussein \| |
| Arbitro:                                            | Hussein         |               |                 |                                                     |

| Arbitro: | Schriever |

|  |           |                         |
|  | Marcatori | 33’ Eilers 81’ Testroet |

| Arbitro: | Petersen |

|                                     |           |  |
| Kopplin 23’ Grimaldi 60’ Krohne 67’ | Marcatori |  |

| Arbitro: | Schütz |

|  |           |                                                      |
|  | Marcatori | 7’ Rühle 14’ Sohm 39’ Ajdini 42’ Röttger 87’ Binakaj |

| Arbitro: | Skorczyk |

|  |           |                 |
|  | Marcatori | 32’ Sukuta-Pasu |

| Arbitro: | Ittrich |

|                 |           |                         |
| Sukuta-Pasu 13’ | Marcatori | 61’ Soriano 66’ Fennell |

| Arbitro: | Winkmann |

|  |           |            |
|  | Marcatori | 34’ Möhrle |

| Arbitro: | Perl |

|                             |           |                                    |
| Sukuta-Pasu 57’ (rig.), 77’ | Marcatori | 48’ Derstroff 88’ Kalig 90’ Costly |

### Coppa di Germania
| Arbitro: | Hartmann |

|  |           |                                |
|  | Marcatori | 30’ Frei 33’ Jairo 62’ Clemens |

## Statistiche

### Statistiche di squadra
| Competizione      | Punti | In casa | In casa | In casa | In casa | In casa | In casa | In trasferta | In trasferta | In trasferta | In trasferta | In trasferta | In trasferta | Totale | Totale | Totale | Totale | Totale | Totale | DR  |
| Competizione      | Punti | G       | V       | N       | P       | Gf      | Gs      | G            | V            | N            | P            | Gf           | Gs           | G      | V      | N      | P      | Gf     | Gs     | DR  |
| ----------------- | ----- | ------- | ------- | ------- | ------- | ------- | ------- | ------------ | ------------ | ------------ | ------------ | ------------ | ------------ | ------ | ------ | ------ | ------ | ------ | ------ | --- |
| 3. Liga           | 41    | 19      | 3       | 6       | 10      | 17      | 30      | 19           | 6            | 8            | 5            | 15           | 22           | 38     | 9      | 14     | 15     | 32     | 52     | -20 |
| Coppa di Germania | -     | 1       | 0       | 0       | 1       | 0       | 3       | 0            | 0            | 0            | 0            | 0            | 0            | 1      | 0      | 0      | 1      | 0      | 3      | -3  |
| Totale            | 41    | 20      | 3       | 6       | 11      | 17      | 33      | 19           | 6            | 8            | 5            | 15           | 22           | 39     | 9      | 14     | 16     | 32     | 55     | -23 |

### Andamento in campionato
| Giornata  | 1 | 2 | 3 | 4  | 5  | 6  | 7  | 8  | 9  | 10 | 11 | 12 | 13 | 14 | 15 | 16 | 17 | 18 | 19 | 20 | 21 | 22 | 23 | 24 | 25 | 26 | 27 | 28 | 29 | 30 | 31 | 32 | 33 | 34 | 35 | 36 | 37 | 38 |
| --------- | - | - | - | -- | -- | -- | -- | -- | -- | -- | -- | -- | -- | -- | -- | -- | -- | -- | -- | -- | -- | -- | -- | -- | -- | -- | -- | -- | -- | -- | -- | -- | -- | -- | -- | -- | -- | -- |
| Luogo     | C | T | C | T  | C  | T  | C  | T  | T  | C  | T  | C  | T  | C  | T  | C  | T  | C  | T  | T  | C  | T  | C  | T  | C  | T  | C  | C  | T  | C  | T  | C  | T  | C  | T  | C  | T  | C  |
| Risultato | V | V | P | P  | P  | N  | P  | N  | P  | P  | N  | N  | V  | N  | N  | N  | N  | V  | V  | N  | N  | P  | N  | N  | P  | P  | P  | N  | V  | V  | N  | P  | P  | P  | V  | P  | V  | P  |
| Posizione | 3 | 1 | 3 | 10 | 13 | 14 | 17 | 15 | 17 | 18 | 17 | 17 | 17 | 18 | 16 | 16 | 16 | 14 | 13 | 14 | 14 | 14 | 15 | 16 | 17 | 17 | 18 | 19 | 18 | 16 | 16 | 18 | 18 | 19 | 17 | 17 | 17 | 19 |

Legenda:

Luogo: C = Casa; T = Trasferta. Risultato: V = Vittoria; N = Pareggio; P = Sconfitta.

### Statistiche dei giocatori
!! colspan="4" | Totale

| Giocatore        | 3. Liga  | 3. Liga | 3. Liga     | 3. Liga    | Coppa di Germania S. Arimany | Coppa di Germania S. Arimany | Coppa di Germania S. Arimany | Coppa di Germania S. Arimany | 7        | 0    | 0           | 0          | 0 | 0 | 0 | 0 | 7 | 0 | 0 | 0 |
| Giocatore        | Presenze | Reti    | Ammonizioni | Espulsioni | Presenze                     | Reti                         | Ammonizioni                  | Espulsioni                   | Presenze | Reti | Ammonizioni | Espulsioni |   |   |   |   |   |   |   |   |
| A. Ayvaz         | 0        | 0       | 0           | 0          | 0                            | 0                            | 0                            | 0                            | 0        | 0    | 0           | 0          |   |   |   |   |   |   |   |   |
| L. Bache         | 0        | 0       | 0           | 0          | 0                            | 0                            | 0                            | 0                            | 0        | 0    | 0           | 0          |   |   |   |   |   |   |   |   |
| R. Berger        | 7        | 0       | 1           | 1          | 0                            | 0                            | 0                            | 0                            | 7        | 0    | 1           | 1          |   |   |   |   |   |   |   |   |
| M. Bouziane      | 27       | 1       | 2           | 0          | 1                            | 0                            | 0                            | 0                            | 28       | 1    | 2           | 0          |   |   |   |   |   |   |   |   |
| P. Breitkreuz    | 34       | 7       | 3           | 0          | 1                            | 0                            | 0                            | 0                            | 35       | 7    | 3           | 0          |   |   |   |   |   |   |   |   |
| V. Crețu         | 12       | 0       | 3           | 1          | 0                            | 0                            | 0                            | 0                            | 12       | 0    | 3           | 1          |   |   |   |   |   |   |   |   |
| M. Czyborra      | 1        | 0       | 1           | 0          | 0                            | 0                            | 0                            | 0                            | 1        | 0    | 1           | 0          |   |   |   |   |   |   |   |   |
| N. Djengoue      | 7        | 0       | 2           | 0          | 1                            | 0                            | 0                            | 0                            | 8        | 0    | 2           | 0          |   |   |   |   |   |   |   |   |
| R. Garbuschewski | 6        | 1       | 0           | 0          | 1                            | 0                            | 0                            | 0                            | 7        | 1    | 0           | 0          |   |   |   |   |   |   |   |   |
| F. Geisler       | 6        | 0       | 1           | 0          | 0                            | 0                            | 0                            | 0                            | 6        | 0    | 1           | 0          |   |   |   |   |   |   |   |   |
| A. Hebler        | 2        | 0       | 0           | 0          | 0                            | 0                            | 0                            | 0                            | 2        | 0    | 0           | 0          |   |   |   |   |   |   |   |   |
| M. Holz          | 28       | 1       | 4           | 0          | 1                            | 0                            | 0                            | 0                            | 29       | 1    | 4           | 0          |   |   |   |   |   |   |   |   |
| T. Häußler       | 1        | 0       | 1           | 0          | 0                            | 0                            | 0                            | 0                            | 1        | 0    | 1           | 0          |   |   |   |   |   |   |   |   |
| T. Hübener       | 20       | 0       | 7           | 0          | 1                            | 0                            | 0                            | 0                            | 21       | 0    | 7           | 0          |   |   |   |   |   |   |   |   |
| M. Karbstein     | 2        | 0       | 0           | 0          | 0                            | 0                            | 0                            | 0                            | 2        | 0    | 0           | 0          |   |   |   |   |   |   |   |   |
| F. Kaufmann      | 35       | 1       | 5           | 1          | 1                            | 0                            | 0                            | 0                            | 36       | 1    | 5           | 1          |   |   |   |   |   |   |   |   |
| J. Kauko         | 34       | 4       | 10          | 0          | 1                            | 0                            | 0                            | 0                            | 35       | 4    | 10          | 0          |   |   |   |   |   |   |   |   |
| P. Knechtel      | 7        | 0       | 0           | 0          | 0                            | 0                            | 0                            | 0                            | 7        | 0    | 0           | 0          |   |   |   |   |   |   |   |   |
| F. Kyereh        | 3        | 0       | 1           | 1          | 0                            | 0                            | 0                            | 0                            | 3        | 0    | 1           | 1          |   |   |   |   |   |   |   |   |
| N. Ledgerwood    | 6        | 0       | 2           | 0          | 0                            | 0                            | 0                            | 0                            | 6        | 0    | 2           | 0          |   |   |   |   |   |   |   |   |
| A. Lungu         | 7        | 0       | 1           | 0          | 0                            | 0                            | 0                            | 0                            | 7        | 0    | 1           | 0          |   |   |   |   |   |   |   |   |
| D. Lück          | 22       | 0       | 3           | 0          | 1                            | 0                            | 0                            | 0                            | 23       | 0    | 3           | 0          |   |   |   |   |   |   |   |   |
| T. Mattuschka    | 23       | 1       | 2           | 0          | 0                            | 0                            | 0                            | 0                            | 23       | 1    | 2           | 0          |   |   |   |   |   |   |   |   |
| P. Maurer        | 0        | 0       | 0           | 0          | 0                            | 0                            | 0                            | 0                            | 0        | 0    | 0           | 0          |   |   |   |   |   |   |   |   |
| S. Michel        | 23       | 2       | 4           | 1          | 1                            | 0                            | 0                            | 0                            | 24       | 2    | 4           | 1          |   |   |   |   |   |   |   |   |
| C. Mimbala       | 17       | 0       | 2           | 0          | 1                            | 0                            | 0                            | 0                            | 18       | 0    | 2           | 0          |   |   |   |   |   |   |   |   |
| U. Möhrle        | 34       | 2       | 11          | 0          | 1                            | 0                            | 0                            | 0                            | 35       | 2    | 11          | 0          |   |   |   |   |   |   |   |   |
| R. Renno         | 16       | 0       | 0           | 0          | 0                            | 0                            | 0                            | 0                            | 16       | 0    | 0           | 0          |   |   |   |   |   |   |   |   |
| C. Schorch       | 23       | 2       | 5           | 1          | 0                            | 0                            | 0                            | 0                            | 23       | 2    | 5           | 1          |   |   |   |   |   |   |   |   |
| A. Spahic        | 0        | 0       | 0           | 0          | 0                            | 0                            | 0                            | 0                            | 0        | 0    | 0           | 0          |   |   |   |   |   |   |   |   |
| R. Sukuta-Pasu   | 31       | 10      | 6           | 0          | 0                            | 0                            | 0                            | 0                            | 31       | 10   | 6           | 0          |   |   |   |   |   |   |   |   |
| R. Szarka        | 35       | 0       | 7           | 0          | 1                            | 0                            | 0                            | 0                            | 36       | 0    | 7           | 0          |   |   |   |   |   |   |   |   |
| M. Trochanowski  | 1        | 0       | 0           | 0          | 0                            | 0                            | 0                            | 0                            | 1        | 0    | 0           | 0          |   |   |   |   |   |   |   |   |
| M. Zeitz         | 28       | 0       | 9           | 0          | 1                            | 0                            | 0                            | 0                            | 29       | 0    | 9           | 0          |   |   |   |   |   |   |   |   |
| E. Zerna         | 0        | 0       | 0           | 0          | 0                            | 0                            | 0                            | 0                            | 0        | 0    | 0           | 0          |   |   |   |   |   |   |   |   |
| J. Zickert       | 16       | 0       | 4           | 0          | 0                            | 0                            | 0                            | 0                            | 16       | 0    | 4           | 0          |   |   |   |   |   |   |   |   |